# Solano (Panama)
Pour les articles homonymes, voir Solano.
Solano est un corregimiento situé dans le district de Bugaba, province de Chiriquí, au Panama. Il a été créé par la loi 55 du 13 septembre 2013 se séparant du corregimiento de La Concepción. Toutefois, le règlement indiquait que la création entrerait en vigueur le 2 mai 2019 ; mais par la loi 22 du 9 mai 2017, elle a été avancée au 1er juillet 2017. Le chef-lieu est Solano.